# Wylde-Gletscher
Wylde-Gletscher ist ein Gletscher an der Borchgrevink-Küste des ostantarktischen Viktorialands. Er liegt östlich des Mount Murchison in der Mountaineer Range und fließt zwischen dem Gebirgskamm Dessent Ridge und Kap King in südlicher Richtung zur Lady Newnes Bay.
Das New Zealand Antarctic Place-Names Committee benannte ihn nach Leonard J. Wylde, Wissenschaftsoffizier auf der Hallett-Station zwischen 1962 und 1963.